# Monica Keena

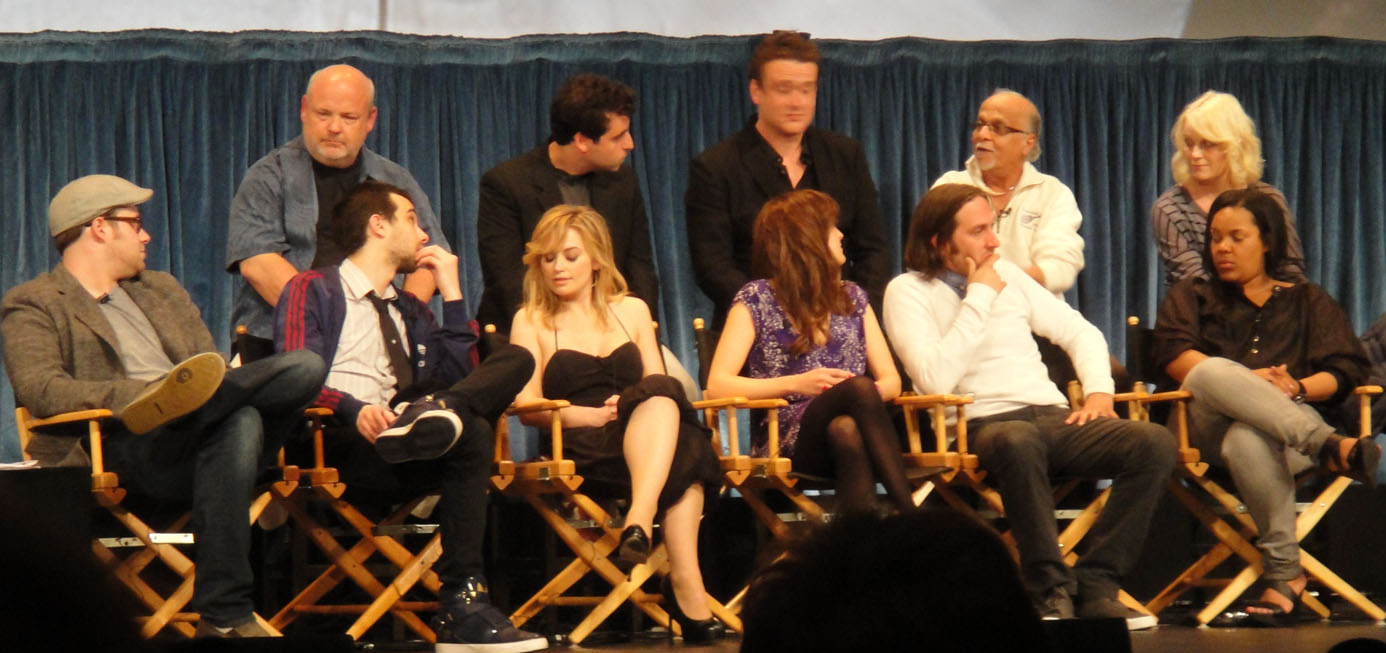
Keena podczas panelu dyskusyjnego PaleyFest 2011.

Monica C. Keena (ur. 28 maja 1979 na Brooklynie w Nowym Jorku) – amerykańska aktorka filmowa i telewizyjna oraz modelka.

## Życiorys
Córka Mary, pielęgniarki, i Williama, finansowego dyrektora handlowego. Wychowywała się na Brooklynie, ma starszą o dwa lata siostrę, Samanthę. Uczęszczała do Saint Ann’s School, zlokalizowanej w Brooklyn Heights niezależnej, prywatnej szkole, znanej jako miejsce nauki gwiazd show-biznesu, oraz do Fiorello H. LaGuardia High School of Music & Art and Performing Arts. Jeszcze podczas edukacji w drugiej ze szkół, Monica zadebiutowała rolą w krótkometrażowym filmie Burning Love.
Kariera Keeny nabrała tempa w 2003 roku, kiedy to wcieliła się w rolę Lori w horrorze Ronny’ego Yu Freddy kontra Jason, będącym kontynuacją kultowych slasherów: Koszmaru z ulicy Wiązów i Piątku, trzynastego. Dziś ma spore doświadczenie serialowe; gościnnie (i nie tylko) grała w bardzo popularnych tasiemcach i sitcomach (Jezioro marzeń, Studenciaki, Chirurdzy, Ekipa, Prawo i porządek, dubbing do Bobby kontra wapniaki). Pojawiła się na drugim planie w kryminalnej komedii Anioł Stróż (2005), wystąpiła w jednej z głównych ról w horrorze Night of the Demons (2009).
Pozowała do takich pism jak Maxim, Stuff Magazine i FHM. Obecnie mieszka na Brooklynie.

## Filmografia
- 2025: Manson Girls
- 2022: Hollywood Dreams & Nightmares: The Robert Englund Story jako ona sama
- 2020: Klaus Eats Butterflies jako Molly
- 2017: The Ghost and the Whale jako dr. Sweetie Jones
- 2015: Chwila po zagładzie (Aftermath) jako Elizabeth
- 2013: Isolated jako Ambasador Pokoju
- 2012: Przetrwać 40 dni (40 Days and Nights) jako Tessa
- 2009: Night of the Demons jako Maddie
- 2008: The Narrows jako Gina
- 2008: Na samo dno (Loaded) jako Brooke
- 2007: Firma (Corporate Affairs) jako Snowy
- 2007: Zaklinacz dusz (Ghost Whisperer) jako Holly Newman
- 2006: Left In Darkness jako Celia
- 2006: Fifty Pills jako Petunia
- 2005: Long Distance jako Nicole Freeman
- 2005: Anioł stróż (Man Of The House) jako Evie
- 2005: Chirurdzy (Grey’s Anatomy) jako Bonnie Crasnoff
- 2005: A Fate Totally Worse Than Death jako Brooke
- 2005: Prawo i porządek: Zbrodniczy zamiar (Law & Order: Criminal Intent) jako Beatrice Onorato Mailer
- 2004: Ekipa (Entourage) jako Kristen
- 2003: Freddy kontra Jason (Freddy vs. Jason) jako Lori
- 2003: Bobby kontra wapniaki (King Of The Hill) jako Becky/Barmanka (dubbing)
- 2002: Kwaśne pomarańcze (Orange County) jako Gretchen
- 2001–2002: Studenciaki (Undeclared) jako Rachel Lindquist
- 2000: Zbrodnia i kara na przedmieściu (Crime And Punishment in Suburbia) jako Roseanne Skolnik
- 2000: The Simian Line jako Marta
- 1999: Córka prezydenta (First Daughter) jako Jess Hayes
- 1998–2003: Jezioro marzeń (Dawson’s Creek) jako Abby Morgan
- 1998: Córy amerykańskich Ravioli (Strike!) jako Tinka Parker
- 1997: Śnieżka dla dorosłych (Snow White: A Tale of Terror) jako Lilliana Hoffman
- 1997: Adwokat diabła (The Devil’s Advocate) jako Alessandra Cullen
- 1997: Feds jako Tina Walters
- 1996: Ripe jako Violet
- 1995: Ja cię kocham, a ty śpisz (While You Were Sleeping) jako Mary Callaghan
- 1994: Dotrzymana obietnica (A Promise Kept: The Oksana Baiul Story) jako Oksana Baiul
- 1993–1999: Homicide: Life On The Street jako Billie Rader
- 1990: Prawo i porządek (Law & Order) jako Corey Russell